# EX-392
La EX-392 es una carretera de titularidad de la Junta de Extremadura. Su categoría es local. La denominación oficial es   EX-392 , de   EX-119  a Jaraíz de la Vera.

## Historia de la carretera
Es la antigua CC-914, transferida por el Estado en 1984, que fue renombrada en el cambio del catálogo de Carreteras de la Junta de Extremadura en el año 1997.

## Inicio
Tiene su origen en la glorieta de intersección con la   EX-119 , al lado del puente sobre el río Tiétar.
La antigua denominación aludía a Santa María de las Lomas como origen de la carretera. Este error fue corregido en el Catálogo de 2000.

## Final
El final está en la intersección con la   EX-203  en la localidad de Jaraíz de la Vera.

## Trazado, localidades y carreteras enlazadas
La longitud real de la carretera es de 17.370 m, de los que la totalidad discurren en la provincia de Cáceres.
Su desarrollo es el siguiente:
| P. K.           | HITO                                 |
| --------------- | ------------------------------------ |
| 0+000           | Inicio: EX-119 . Glorieta            |
| 7+300           | Intersección camino a Mesillas       |
| 9+560           | Intersección CC-17.2 . (Casatejada)  |
| 9+660 - 9+720   | Puente sobre Garganta de Pedro Chate |
| 9+760           | Intersección camino a (Valdeíñigos)  |
| 16+430 - 17+370 | Travesía de Jaraíz de la Vera        |
| 17+370          | Final: EX-203 (Jaraíz de la Vera)    |

## Otros datos de interés
(IMD, estructuras singulares, tramos desdoblados, etc.).
Los datos sobre Intensidades Medias Diarias en el año 2006 son los siguientes:
| P. K.                      | IMD   | Ligeros | Pesados | % Pesados |
| -------------------------- | ----- | ------- | ------- | --------- |
| 2+700                      | 2.014 | 1.912   | 102     | 5,1       |
| 14+900 (Jaraíz de la Vera) | 3.440 | 3.244   | 196     | 5,7       |

## Evolución futura de la carretera
La carretera se encuentra acondicionada dentro de las actuaciones previstas en el Plan Regional de Carreteras de Extremadura.